# ZYX Music
ZYX Music – niemiecka wytwórnia płytowa założona przez Bernharda Mikulskiego w 1971 roku. Jedna z najpopularniejszych wytwórni płytowych lat osiemdziesiątych i dziewięćdziesiątych. Wytwórnia specjalizuje się w muzyce disco, dance, house oraz jazz.
Po śmierci założyciela w 1997 roku firmą opiekuje się jego żona Christa Mikulski. ZYX Music posiada oddziały w Stanach Zjednoczonych i w wielu krajach Europy, również w Polsce.
Bernhard Mikulski wymyślił w 1984 roku termin marketingowy italo disco.